# Wilaya Galgayche
Wilaya Galgayche (en ingúix: Вилайят Галгайче) abans coneguda com a Jamaat Ingúix, fou una organització militant islamista vinculada a nombrosos atacs contra les forces de seguretat locals i federals a les regions russes del Caucas del Nord (Ingúixètia i Txetxènia). Des de l'any 2007 forma part de l'Emirat del Caucas i participa en la Insurgència al Caucas del Nord. Es creu que el grup és el responsable de la mort de centenars de persones, la majoria policies, personal militar i funcionaris.